# اکس‌او کیتی
اکس‌او کیتی (انگلیسی: XO, Kitty) یک مجموعه تلویزیونی آمریکایی در ژانر کمدی درام عاشقانه است که توسط جنی هان برای نتفلیکس ساخته شده‌است و در ۱۸ مه ۲۰۲۳ در نتفلیکس منتشر شد.

## انتشار
اکس‌او کیتی در ۱۸ مه ۲۰۲۳ در نتفلیکس منتشر شد.

## بازخورد
در وبگاه بازبینی‌خوانی راتن تومیتوز، ۸۲٪ از ۱۷ بررسی منتقدان مثبت است و این مجموعه میانگین امتیاز ۵٫۸/۱۰ را در اختیار دارد. متاکریتیک که از میانگین وزنی استفاده می‌کند، امتیاز میانگین ۶۷ از ۱۰۰ را بر اساس ۷ نقد به این مجموعه داد که نشانگر «نقدهای در مجموع مطلوب» است.